# Секс в большом городе (фильм)
«Секс в большом городе» (англ. Sex and the City, дословный перевод названия — «Секс и город») — американская комедийная мелодрама 2008 года, продолжение популярного телесериала «Секс в большом городе», транслировавшегося по каналу HBO с 1998 по 2004 года. Картину поставил режиссёр Майкл Патрик Кинг по собственному сценарию. Все четыре ведущих актрисы — Сара Джессика Паркер, Синтия Никсон, Кристин Дэвис и Ким Кэттролл — вновь сыграли своих героинь. Слоган картины: «Get Carried Away». Фильм относится к 4 сезону сериала (просто его сняли чуть позже). В 2010 году вышла картина-продолжение — «Секс в большом городе 2».

## Сюжет
Сюжетные линии держались в секрете до самой премьеры 28 мая 2008 года. Действия фильма разворачиваются после окончания сериала и показывают, как сложились судьбы девушек после.
Кэрри Брэдшоу и Биг живут совместной жизнью, и в начале фильма Биг покупает им общую квартиру в великолепном пентхаусе. Вначале Кэрри недовольна, что шкаф для обуви очень мал, но Биг расширяет его до размеров отдельной комнаты. В ходе одного из обычных вечеров за приготовлением еды Кэрри и Биг решают пожениться. Это происходит просто «между прочим», без особых предложений или колец. Подруги очень удивлены, и Саманта даже прилетает в Нью-Йорк из Лос-Анджелеса, где она живёт последние месяцы со своим приятелем-актёром.
У Миранды уже давно есть муж Стив и сын. Тревоги и суета будней сводят на нет половую жизнь супругов, и Стив изменяет Миранде со случайной подружкой. Стив сознается жене в измене, и они разъезжаются. 
Тем временем Шарлотта узнает, что беременна и не может поверить в такое счастье после многих попыток забеременеть и родить своего ребенка.
На так называемом «пробном вечере» перед свадьбой Кэрри и Бига всё складывается как нельзя лучше, пока Миранда, переговорив со Стивом, не говорит Бигу, что «в законный брак вступают только сумасшедшие». Это сеет зерно сомнений в размышления Бига, и в последний момент перед свадьбой, когда Кэрри ждёт его в подвенечном платье, он разворачивает машину и бросает невесту. Это разбивает сердце Кэрри, и она полностью вычёркивает Бига из своей жизни.
Чтобы справиться с депрессией, подруги едут в Мексику, где Кэрри планировала провести медовый месяц. Вернувшись назад, Кэрри нанимает себе помощницу, с которой много говорит о любви. Новый год все встречают порознь. В День святого Валентина за ужином Миранда говорит Кэрри, что сказала Бигу про несчастье женатых людей, и Кэрри жутко обижается на подругу. Найдя в электронном почтовом ящике много писем от Бига, удалённых помощницей по просьбе самой Кэрри, она понимает, что чувства всё ещё сильны.
Вернувшись в пентхаус забрать обувь, Кэрри сталкивается с Бигом впервые за много месяцев и кидается к нему в объятия. Они понимают, что были счастливы до тех пор пока не пообещали быть счастливыми «пока смерть не разлучит нас».
В конечном итоге Биг и Кэрри женятся без торжеств и гостей, Миранда прощает Стива, Шарлотта рожает девочку, Саманта расходится со своим мужчиной, потому что «больше любит себя, чем его» и празднует своё 50-летие.

## В ролях
| Актёр                    | Роль                                   |
| ------------------------ | -------------------------------------- |
| Сара Джессика Паркер     | Кэрри Брэдшоу                          |
| Ким Кэттролл             | Саманта Джонс                          |
| Кристин Дэвис            | Шарлотта Йорк Голденблатт              |
| Синтия Никсон            | Миранда Хоббс                          |
| Крис Нот                 | Джон Джеймс «Мистер Биг» Престон       |
| Эван Хэндлер             | Гарри Голденблатт                      |
| Дэвид Эйгенберг          | Стив Брэйди                            |
| Джейсон Льюис            | Смит Джерод                            |
| Марио Кантоне            | Энтони Марантино                       |
| Уилли Гарсон             | Стэнфорд Блэтч                         |
| Линн Коэн                | Магда                                  |
| Дженнифер Хадсон         | Луис                                   |
| Жилль Марини             | Данте                                  |
| Кэндис Берген            | Энид Фрик                              |
| Джули Хальстон           | Битси Фон Маффлинг                     |
| Джозеф Пупо              | Брэйди Хоббс                           |
| Александра и Паркер Фонг | Лили Йорк Голденблатт                  |
| Аннали Эшфорд            | Испорченная девчонка                   |
| Андре Леон Талли         | В роли самого себя (Сотрудник «Vogue») |
| Дафни Рубин-Вега         | Женщина на аукционе                    |
| Бен Райнднер             | Официант                               |
| Моника Мэйхем            | Любовница Данте                        |
| Бриджит Риган            | Официантка                             |

## Производство

### Начало работ
Слухи о возможности выхода художественного фильма появились в феврале 2004 года, сразу после завершения показа телесериала на канале HBO. Майкл Патрик Кинг объявил, что работает над возможным сценарием, но из-за отказа работать в этом проекте актрисы Ким Кэттролл, создание кинокартины было отложено на неопределённый срок. Вновь информация о создании фильма появилась в 2007 году. В то же время было официально объявлено, что в киноверсии сериала примут участие все четыре актрисы, а сценаристом и режиссёром выступит Майкл Патрик Кинг.

### Съёмки
Съёмки фильма проходили в Нью-Йорке с сентября по декабрь 2007 года, при этом принималось много усилий для того, чтобы сохранить сюжет в тайне. Во избежание утечки информации также было отснято несколько альтернативных концовок.

### Дизайн одежды
Как и в сериале, мода играла значительную роль в сюжете кинокартины. Патриция Филд, создававшая костюмы для сериала, работала костюмером и для киноверсии. Для создания различных аксессуаров главных героинь были привлечены дизайнеры Вивьен Вествуд, Пруденс Миллинери и Жилль Монтезан.

## Удалённые и расширенные сцены
Двухдисковое DVD-издание фильма «Extende Cut» содержало расширенные версии некоторых сцен (в России это издание официально не выходило):
- Расширенная версия сцены: в показе принимают участие все подруги и малышка Лилли. Присутствует расширенная сцена, в которой Кэрри отключает телефон и покидает квартиру.
- После секса со Смитом, Саманта разговаривает по телефону с Кэрри. Саманта говорит, что она не сможет приезжать часто в Нью-Йорк, потому что должна наладить отношения со Смитом дома, в Лос-Анджелесе. Это удивляет Кэрри. Кэрри звонит из телефонной будки, так как она до сих пор не купила сотовый после того, как выбросила свой старый в море.
- Миранда заходит внутрь квартиры после того, как замечает на улице вместе с Магдой и Брэйди, что хозяева съезжают.
- После того, как Кэрри купила «Vogue», она приходит к Шарлотте и говорит, что те, кто не знают её, увидят лишь красивые фото. Знакомые же поймут, какой подлец Биг. Затем, семейство Голденблатт отправляется собирать угощения по случаю Хэллоуина, но только в здании своего дома. Кэрри отправляется с ними и встречает знакомого, который выражает ей сочувствие по поводу несостоявшейся свадьбы.
- Стэнфорд звонит Кэрри и просит её приехать на вечеринку по случаю Нового года.

Кроме того, в издание попали полностью не вошедшие фрагменты.

## Релиз

### Кассовые сборы
Международная премьера фильма состоялась 12 мая 2008 года в Лондоне. Спустя три дня он был показан в Берлине, а 27 мая в Нью-Йорке.
В первый же день проката фильм был показан в 3285 кинотеатрах, собрав при этом почти $27 миллионов в США и Канаде. За первый уик-энд касса фильма пополнилась ещё на $57 038 404, что является самым успешным стартом в прокате для романтической комедии. По состоянию на март 2010 года фильм собрал $152 647 258 в США и Канаде, и ещё $262 605 528 по всему миру, что в итоге дает общий доход в $415 252 786 и делает картину самой успешной романтической комедией 2008 года.

### Критика
Фильм получил смешанные отзывы критиков. На сайте «Rotten Tomatoes» критики дали ему 49 % положительных отзывов на основе 173 обзоров, а на сайте «Metacritic» средний балл фильма составил 53 % на основе 28 отзывов. Хорошую оценку своей работе получил Майкл Патрик Кинг, а сценарий картины различные критики называли смешным, вульгарным, или вовсе писали о его отсутствии. В 2008 году фильм вошёл в список худших фильмов года по версиям обозревателей The Times, «The New York Observer», «The Tart» и «The Daily Telegraph».

### Премии
MTV Movie Awards
- 2008: Лучший летний фильм (Номинация)

Teen Choice Awards
- 2008: Лучшая комедийная актриса — Сара Джессика Паркер (Номинация)
- 2008: Лучшая комедия (Актриса)

Satellite Awards
- 2008: Лучшие костюмы — Патриция Филд (Номинация)

People’s Choice Awards
- 2008: Лучшая актёрская команда (Сара Джессика Паркер, Ким Кэттролл, Кристин Дэвис, Синтия Никсон и Крис Нот (Номинация)
- 2008: Лучшая песня — Ферги, «Labels or Love» (Номинация)

National Movie Awards
- 2008: Лучшая комедия (Номинация)
- 2008: Лучшая актриса — Сара Джессика Паркер (Номинация)

Golden Trailer Awards
- 2008: Лучший постер летнего блокбастера 2008 (Номинация)

Costume Designers Guild Awards
- 2009: Безупречность в создании костюмов — Патриция Филд (Номинация)

## Музыка
Саундтрек был выпущен 27 мая 2008 года студией New Line Records. Вскоре после реализации он занял вторую строчку в Billboard 200, что является самым высоким стартом для саундтрека после 2005 года. 
Второй саундтрек был выпущен 23 сентября 2008 года, и совпал с выходом DVD-релиза фильма.

| 1. Fergie — «Labels Or Love» (03:51) 2. Jennifer Hudson — «All Dressed In Love» (03:22) 3. Nina Simone — «The Look Of Love (Madison Park Vs. Lenny B Remix)» (03:43) 4. Morningwood — «New York Girls» (02:56) 5. The Weepies — «All This Beauty» (03:17) 6. Kaskade — «I Like The Way» (03:40) 7. Jem — «It’s Amazing» (03:55) 8. The Bird & The Bee — «How Deep Is Your Love» (03:22) 9. India.Arie — «The Heart Of The Matter» (04:43) 10. Mairi Campbell & Dave Francis — «Auld Lang Syne» (03:22) 11. Bliss — «Kissing» (06:09) 12. Al Green — «How Can You Mend A Broken Heart» (Feat. Joss Stone) (07:01) 13. Run-D.M.C. — «Walk This Way» (Feat. Steve Tyler And Joe Perry Of Aerosmith) (05:11) 14. The Pfeifer Broz. Orchestra — «Sex & The City Movie Theme» (00:50) | 1. Ciara — «Click Flash» (3:53) 2. Craig David — «My First Love» (4:17) 3. Janet Jackson — «2nite» (4:08) 4. Goldfrapp — «Beautiful» (4:45) 5. Mutya Buena — «Real Girl» (3:26) 6. Estelle feat. Cee-Lo — «Pretty Please (Love Me)» (3:56) 7. Bitter:Sweet — «Trouble» (3:16) 8. Elijah Kelley — «Dangerous» (3:49) 9. Katie Herzig — «Look at You Now» (2:42) 10. Ingrid Michaelson — «Little Romance» (2:44) 11. Ryan Shaw — «We Got Love» (3:42) 12. Amy Winehouse — «Fool’s Gold» (3:38) 13. Allison Moorer — «Mockingbird» (3:17) 14. The Champagne Flutes — «Hey, Baby» (2:39) 15. Owen Brady — «You Look So Good» (4:14) |

## Выход на видео
Компания «New Line Home Entertainment» выпустила DVD и Blu-ray с фильмом 23 сентября 2008 года. В США были выпущены две версии фильма — обычная театральная (издание на одном диске) и расширенная версия. Диск содержит аудиокомментарии, удалённые сцены и digital-копию картины. В тот же день в продажу поступила расширенная версия на двух дисках, включающая в себя 6 минут вырезанных сцен, те же аудиокомментарии, что и на обычном издании, а также второй диск с бонусными материалами. На Blu-ray фильм вышел в формате расширенной версии.
9 декабря 2008 года «New Line Home Entertainment» выпустила третье издание фильма — 4-дисковую коллекцию под названием «Sex & The City: The Movie. The Wedding Collection». В коллекцию вошли расширенная версия фильма на первом диске; бонусные материалы на втором диске (- документальные картины с предыдущего издания и три новых короткометражных фильма о создании картины); новые материалы на третьем диске и альтернативный CD с музыкой, вдохновленной фильмом, а также альтернативной версией песни «Labels Or Love» Ферги. Также в наборе представлен буклет в твёрдой обложке с фотографиями и цитатами из фильма.
Четвёртое издание вышло эксклюзивно в Австралии — двухдисковое издание «Sex & The City: The Movie Special Edition» с чёрной дамской сумочкой с логотипом фильма.
DVD-издание фильма заняло первое место в топе продаж в Великобритании и стало самым продаваемым фильмом 2008 года — около 920 000 копий в неделю. Ранее лидером был «Рататуй» — 700 000 копий, ставший самым успешным релизом в Великобритании. Однако с тех пор самым продаваемым стал фильм «Mamma Mia!».